# プルジェロフ
プシェロフ （チェコ語: Přerov [ˈpr̝̊ɛrof]、ドイツ語: Prerau [ˈpreːra͜u] プレーラウ）は、チェコ、オロモウツ州の都市。

## 地理
州都オロモウツの南西22kmほどの位置にある。

## 歴史
1141年に自治体として名が初めて記された。1256年、ボヘミアの王立都市となった。1620年に始まった白山の戦いで土地は荒れ、三十年戦争後には住む人もまばらで衰退の時代を送った。20世紀初頭、ウィーンからプシェロフにフェルディナント皇帝北部鉄道（de）の鉄道路線が引かれたため、町は栄えた。
1614年からコメニウスはプシェロフのラテン語学校に滞在していた。
1945年6月18日から19日にかけ、自宅のある北ボヘミアへ戻るため列車に乗っていた避難民たち（カルパティア・ドイツ人、スロバキア人、ハンガリー人からなる263人）が、チェコスロバキア民兵たちによって全員が殺害され、金品を奪われた（プシェロフの虐殺）。

## 出身者
- ギデオン・クライン
- ルドルフ・ヴァイグル（1883-1957） - 生物学者。チフスワクチンを開発した。
- ミロシュ・ジーハ（1958-） - 元プロ・アイスホッケー選手
- ズデニェク・ズラーマル（1985-） - プロサッカー選手

## 姉妹都市
- バルデヨフ、スロバキア
- クアイク、オランダ
- ジェチーン、チェコ
- イヴァーノ・フランキーウシク、ウクライナ
- ケンジェシン＝コジレ、ポーランド
- オジメク、ポーランド